# Мелише
Мелише (словен. Meliše) је насељено место у општини Љубно, Савињска регија, Словенија.

## Историја
До територијалне реорганизације у Словенији било је у саставу старе општине Мозирје.

## Становништво
У попису становништва из 2011. године, Мелише је имало 49 становника.
| Број становника према пописима | Број становника према пописима | Број становника према пописима |
| ------------------------------ | ------------------------------ | ------------------------------ |
| 1991                           | 2002                           | 2011                           |
| 55                             | 51                             | 49                             |